# Columbia (Kentucky)
Columbia település az Amerikai Egyesült Államok Kentucky államában. Adair megyében, melynek megyeszékhelye is. Lakosainak száma 4845 fő (2020. április 1.).

## Népesség
A település népességének változása:

| 2010 | 4 452 |
| 2020 | 4 845 |